# Лыжное двоеборье на зимних Олимпийских играх 1968
Соревнования по лыжному двоеборью на зимних Олимпийских играх 1968 в Гренобле прошли с 10 по 12 февраля. Был разыгран 1 комплект наград. В соревнованиях принял участие 41 спортсмен из 13 стран.

## Медалисты
| Вид     | Золото           | Серебро               | Бронза           |
| ------- | ---------------- | --------------------- | ---------------- |
| Мужчины | Франц Келлер ФРГ | Алоис Келин Швейцария | Андреас Кунц ГДР |